# Beriev

A Beriev Aircraft Company é uma fabricante de aviões russa, especializada em Avião anfíbio. A empresa foi fundada em Taganrog, em 1934, como OKB-49 por Georgy Mikhailovich Beriev (nascido em 13 de Fevereiro de 1903) e desde então projetou e produziu mais de 20 diferentes modelos de avião para propósitos civis e militares, assim como modelos personalizados.
228 recordes de avião foram quebrados por pilotos voando em aviões Beriev. Os recordes são registrados pela Fédération Aéronautique Internationale. Em Novembro de 1989, a BERIEV Aircraft Company se tornou a única empresa de defesa a ganhar o Prêmio de Qualidade pelo Governo da Rússia.

## Aviões projetados pela Beriev
- Antonov An-30 "Clank"

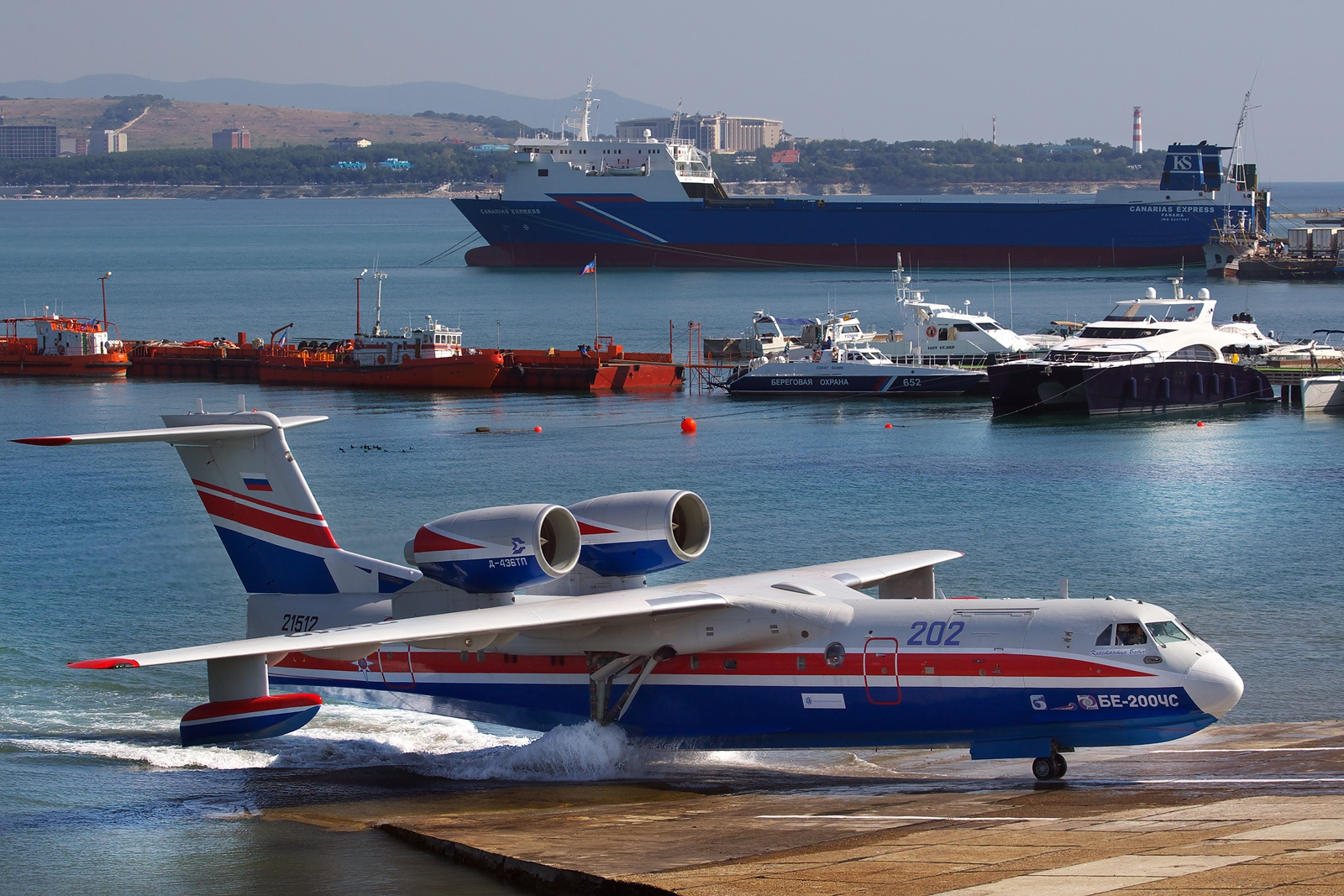
Avião anfíbio Be-200.

- Beriev A-40 'Albatros', o maior avião anfíbio multi-propósito do mundo, codinome da NATO "Mermaid".
- Beriev A-50 'Shmel', Um Ilyushin Il-76 modificado em um AWACS, codinome da NATO "Mainstay".
- Beriev A-60, um avião de transporte Ilyushin Il-76 modificado.
- Beriev Be-1
- Beriev Be-2
- Beriev Be-4
- Beriev Be-6 "Madge"
- Beriev Be-8 "Mole"
- Beriev Be-10 "Mallow"
- Beriev Be-12 'Chayka', Avião anfíbio, similar em funções ao Canadair CL-415, usado para Guerra_antissubmarino, baseado no Be-6. Codinome NATO "Mail".
- Beriev Be-30 "Cuff"
- Beriev Be-101 avião anfíbio leve proposto com um motor de propulsão.
- Beriev Be-103 Bekas, um anfíbio leve, com objetivo de transporte de passageiros, atendimento médico, patrulha e turismo.
- Beriev Be-112 avião anfíbio com propulsão bi-motor proposto.
- Beriev Be-200 Altair, um grande avião anfíbio multipropósito.
- Beriev Be-32 "Cuff", um avião multipropósito com objetivo de transporte de carga e passageiros, patrulha e expedições.
- Beriev A-42 Albatros, uma versão atualizada do A-40, recentemente colocada em serviço em tarefas SAR e anti-submarinas, produção a começar em 2010. Codinome NATO codename "Mermaid".
- Beriev A-42PE Albatros, Um avião de busca e resgate SAR com propulsão Propfan. Codinome NATO "Mermaid"
- Beriev Be-2500 Neptune.
- Beriev MBR-2 "Mote", flying-boat de reconhecimento.
- Beriev MBR-7, flying-boat bombardeiro, de reconhecimento.
- Beriev MDR-5, flying-boat bombardeiro de recohecimento de longo-alcance
- Beriev R-1, flying boat experimental .
- Bartini Beriev VVA-14, um avião anfíbio anti-submarino, apenas protótipos foram produzidos.
- Tupolev Tu-142MR "Bear-F / -J"